# Жеребина, Татьяна Владимировна
Татья́на Влади́мировна Жере́бина (род. 29 апреля 1939, Серпухов) — российский этнограф и религиовед, специалист по сибирскому шаманизму.

## Биография
С 1983 года кандидат исторических наук: тема диссертации «Религиозный синкретизм» : (Традиционные верования якутов и христианство).
Доцент Института народов Севера РГПУ имени А. И. Герцена.
Старший научный сотрудник Государственного музея истории религии.
Умерла в 2023 году

### Книги
Источник информации — электронный каталог РНБ:
- Тайна сибирских шаманов : пропедевтика шаманизма / Т. В. Жеребина. — Санкт-Петербург : Изд-во СПбГУ, 2002. — 80 с. — 500 экз. — ISBN 5-288-03003-0.
- Татьяна Жеребина. Сибирский шаманизм : этнокультурный атлас. — Амфора, 2009. — 624 с. — 1000 экз. — ISBN 978-5-367-01099-2.
- Т. В. Жеребина. Шаманизм и христианство. — Издательство Русской Христианской гуманитарной академии, 2011. — 176 с. — 500 экз. — ISBN 978-5-88812-487-1.

### Журнальные публикации
- С. А. Сорокина, Т. В. Жеребина, Ю. Г. Кустова. Помощники шамана у эвенков: этнографические источники и современные данные // Вопросы истории и культуры северных стран и территорий № 2 (10), 2010 г[5].
- Животные и растения в мифоритуальных системах народов Сибири // Животные и растения в мифоритуальных системах. Материалы научной конференции. Октябрь, 1996. — СПб., 1996[6].